# Râul Valea Tătarului
Râul Valea Tătarului este un curs de apă, afluent al râului Moașa. 